# Максимальна щільність сухого ґрунту

## Термінологія та визначення понять

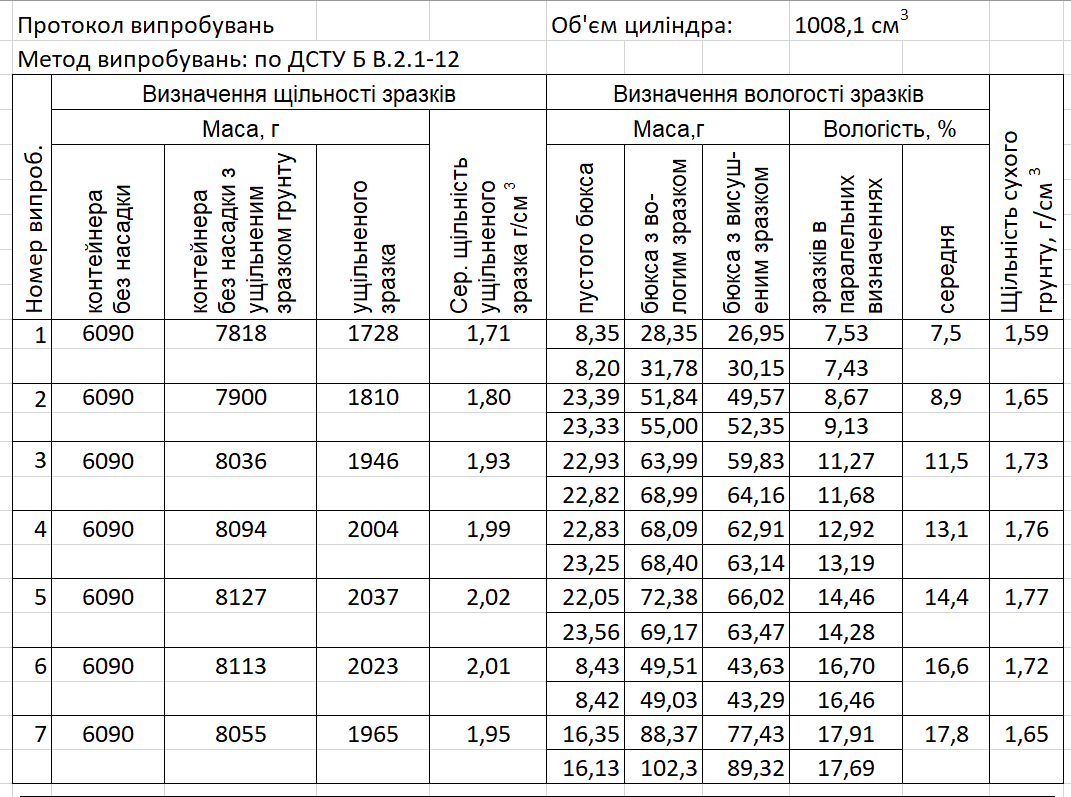
Рис. 1. Таблиця обчислення вологості та щільності сухого ґрунту.

Максимальна щільність сухого ґрунту (або щільність скелету ґрунту) ρmax — найбільша величина щільності сухого ґрунту, що досягається методом стандартного ущільнення.
Максимальна щільність сухого ґрунту досягається при його оптимальній вологості.
Оптимальна вологість — вологість ґрунту, за якої досягається максимальна щільність скелету ґрунту.
Стандартне ущільнення  — пошарове ущільнення ґрунту з постійною витратою роботи (однаковим прикладеним навантаженням для ущільнення кожного шару).

## Сфера застосування
Значення максимальної щільності сухого ґрунту, встановлене шляхом лабораторних випробувань, використовується для визначення коефіцієнту ущільнення за формулою: Кущ{\displaystyle ={\frac {\rho _{di}}{\rho _{max}}}} [4], де
ρdi — щільність скелету ґрунту, що був відібраний за методом ріжучого кільця (чи іншим методом) на об'єкті, що випробовується;
ρmax — максимальна щільність сухого ґрунту.

## Метод визначення
Метод полягає у встановленні залежності щільності сухого ґрунту від його вологості при трамбуванні зразків із постійною витратою роботи на їх ущільнення (з однаковим прикладеним зусиллям для їх ущільнення) та у визначенні за цією залежністю максимальної величини щільності сухого ґрунту ρd max.
Визначення оптимальної вологості та максимальної щільності сухого ґрунту проводиться згідно ДСТУ Б В.2.1-12:2009 «Ґрунти. Метод лабораторного визначення максимальної щільності» в формі для стандартного ущільнення ДерждорНДІ (СоюздорНИИ) внутрішнім діаметром 100 мм і глибиною 127 мм.
Для цього ґрунт висушують до повітряно-сухого стану (гігроскопічна вологість), згодом, слідуючи нормативним процедурам, доводять його до вихідної вологості згідно наступних вимог:
| Вид ґрунтів               | Вихідна вологість w3, % | Крок збільшення вологості в наступних циклах випробувань, % |
| Піщані та гравійні ґрунти | 4                       | 1-2                                                         |
| Глинисті ґрунти           | 8                       | 2-3                                                         |

Маса зразка ґрунту для проведення стандартного ущільнення має бути не менше ніж 2,5 кг.
Необхідну кількість води Q, для зволоження зразка ґрунту від повітряно-сухого стану до вихідної вологості, у грамах обчислюють за формулою:
{\displaystyle Q={\frac {m_{3}}{1+0,01\cdot W_{3}}}\cdot 0,01\cdot (w_{3}-w_{1})}, де
m3 - маса окремого зразка ґрунту, г;
w3 - вихідна вологість ґрунту, %;
w1 - вологість просіяного ґрунту у повітряно-сухому стані, %;
Результати випробувань представляють у вигляді графіка. Кількість окремих випробувань для побудови графіка повинна бути не менше ніж шість, а також достатньою для виявлення максимального значення щільності сухого ґрунту. Ущільнення зразку в приладі для стандартного ущільнення ДерждорНДІ, при кожному окремому випробуванні, проводиться у три шари і ущільнюється 40 ударами вантажу масою 2,5 кг.
Щільність ґрунту кожного із зразків в серії випробувань обраховується за формулою:
{\displaystyle \rho _{i}={\frac {m_{5}-m_{4}}{V}}}, де
т5 — маса контейнера без насадки з ґрунтом, г;
т4 — маса контейнера без насадки без ґрунту, г;
V — номінальний об'єм циліндра, що дорівнює 1000 см3.
За наступною формулою обраховується щільність сухого ґрунту для зразків, що випробовуються:
{\displaystyle \rho _{di}={\frac {\rho _{i}}{1+0,01\cdot W}}}, де
ρi — щільність зразка ґрунту, г/см3;
W — вологість ущільненого зразка ґрунту, %.

## Приклад побудови графіка
Для обрахування результатів зручно використовувати табличний редактор, як на Рис.1. Базуючись на отриманих результатах, будується графік із поліноміальною лінією тренду другого степеню. Поліноміальна апроксимація використовується для опису величин, які поперемінно зростають та зменшуються. Поліном другого степеня може описати лише один максимум (або мінімум), що і вимагається.

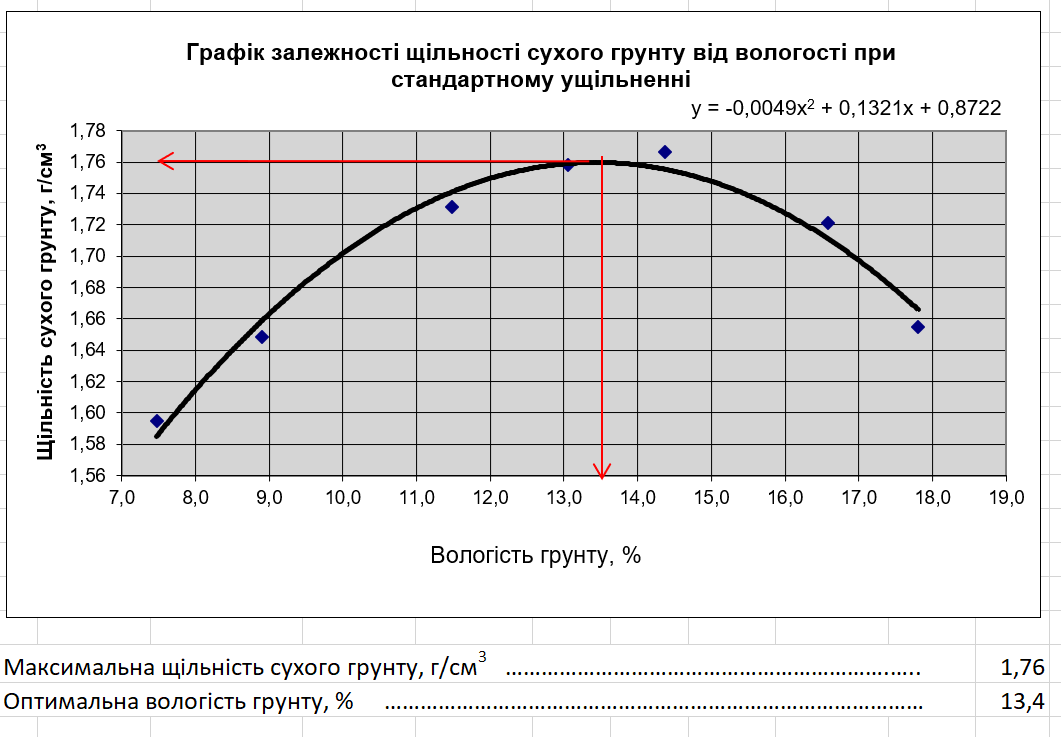
Рис. 2. Графік залежності щільності сухого ґрунту від вологості при стандартному ущільненні.

Приклад побудови графіка представлено на Рис. 2. Координати вершини графіка нашої квадратичної функції (або вершини параболи) і є шуканими значеннями максимальної щільності ґрунту та оптимальної вологості. При побудові графіку Excel визначає квадратичну функцію типу {\displaystyle y=ax^{2}+bx+c}, що описує побудовану діаграму. В наведеному прикладі значення коефіцієнтів a, b, c наступні:
{\displaystyle y=-0,0049x^{2}+0,1321x+0,8722}
Вершину параболи {\displaystyle x_{B}} (проєкція із вершини на вісь {\displaystyle x}) визначаємо за формулою:
{\displaystyle x_{B}={\frac {-b}{2a}}}
Отримане значення {\displaystyle x_{B}} (в прикладі на Рис. 2 це 13,4) відповідає максимуму для координати по осі {\displaystyle y}. Тому значення {\displaystyle x_{B}} підставляється в формулу {\displaystyle y=-0,0049x^{2}+0,1321x+0,8722}, що дає значення максимальної щільності ґрунту 1,76 г/см3.